# Grandi Navi Veloci
Grandi Navi Veloci, of kortweg GNV, is een Italiaanse rederij die veerdiensten verzorgt op de Middellandse Zee.
GNV werd in 1992 opgericht door Aldo Grimaldi, en was een onderdeel van de Grimaldi Groep. In 2010 kwam het in handen van MSC.

## Galerij

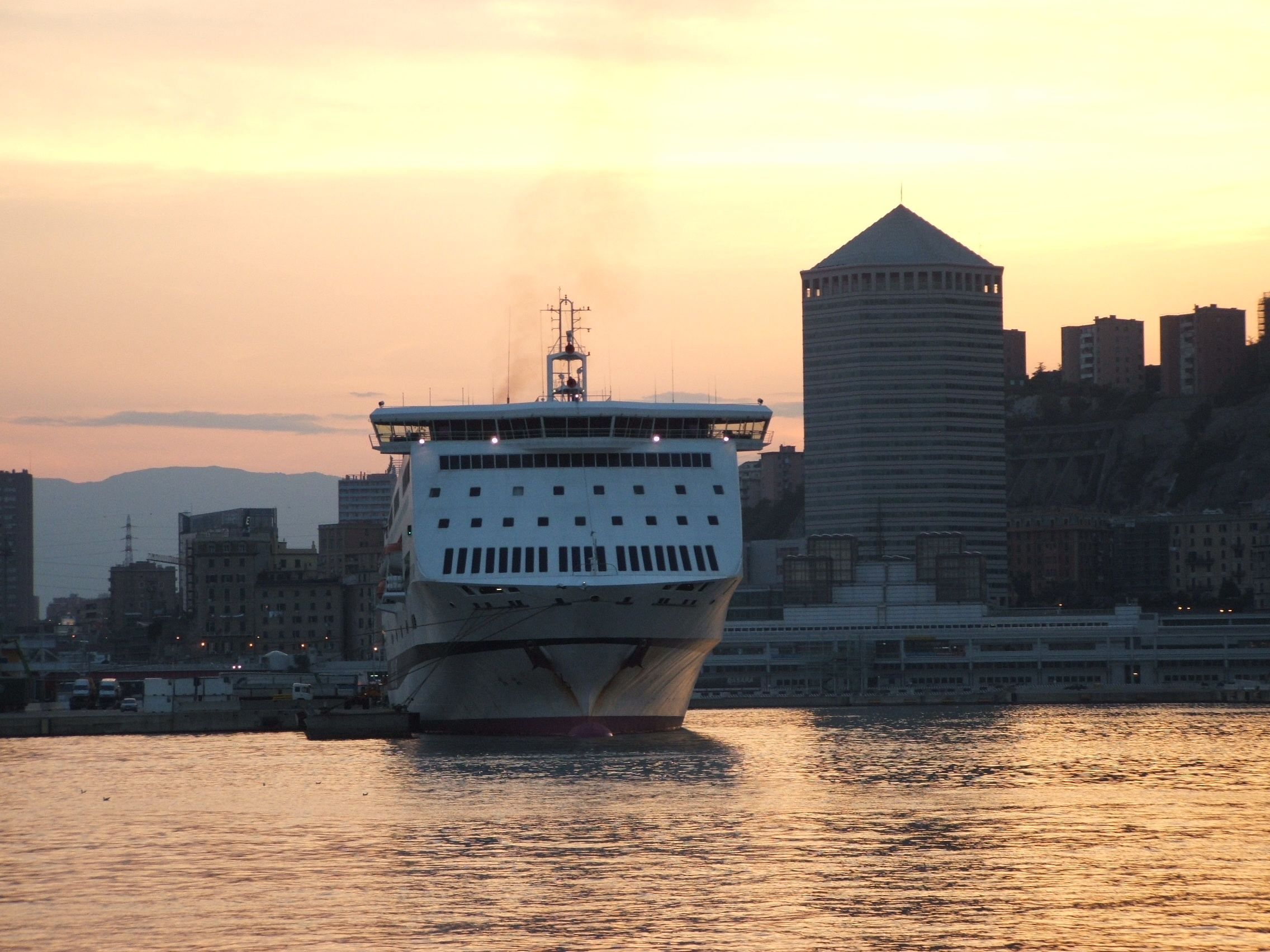
Excelsior in Genua.
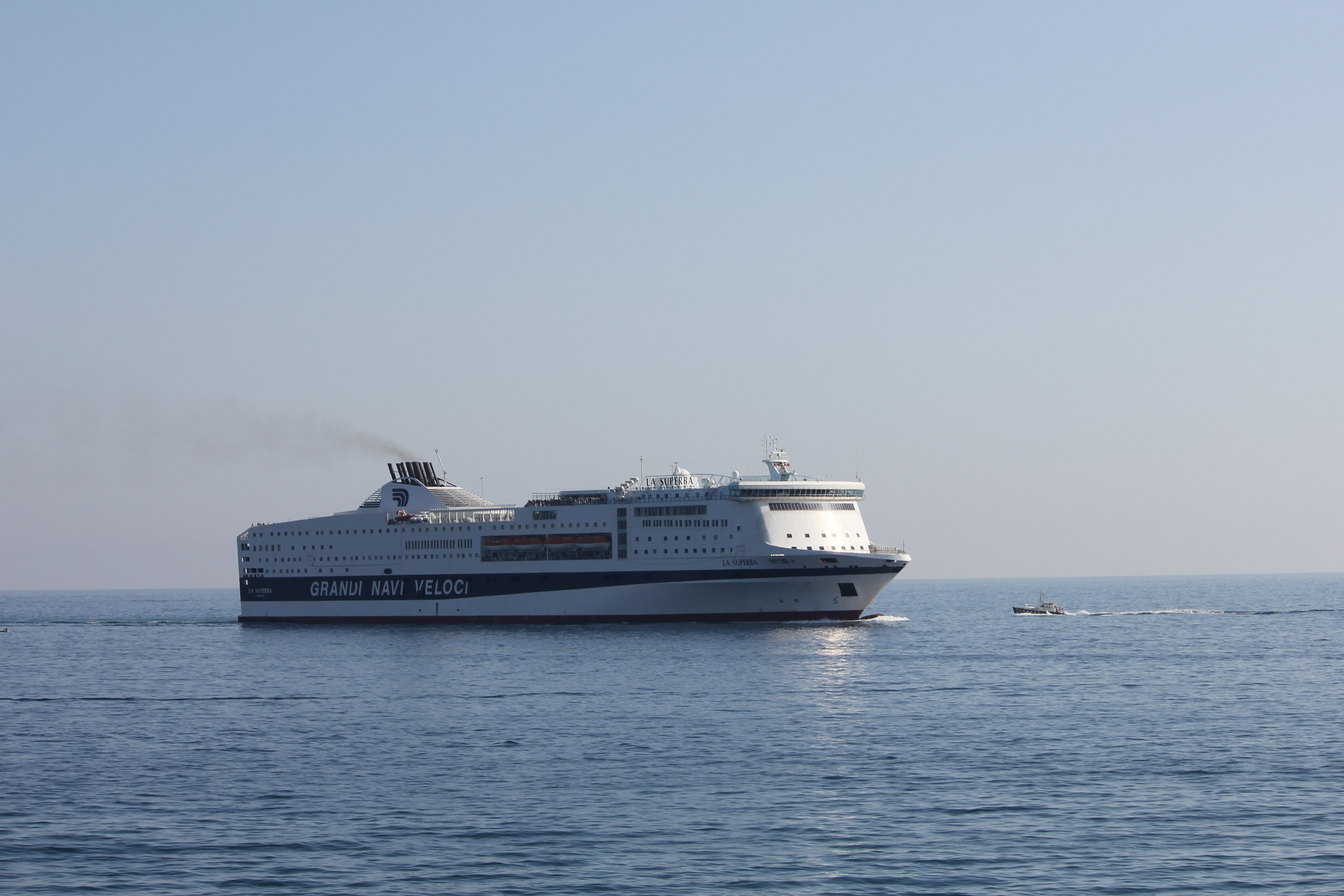
La Superba in open water.
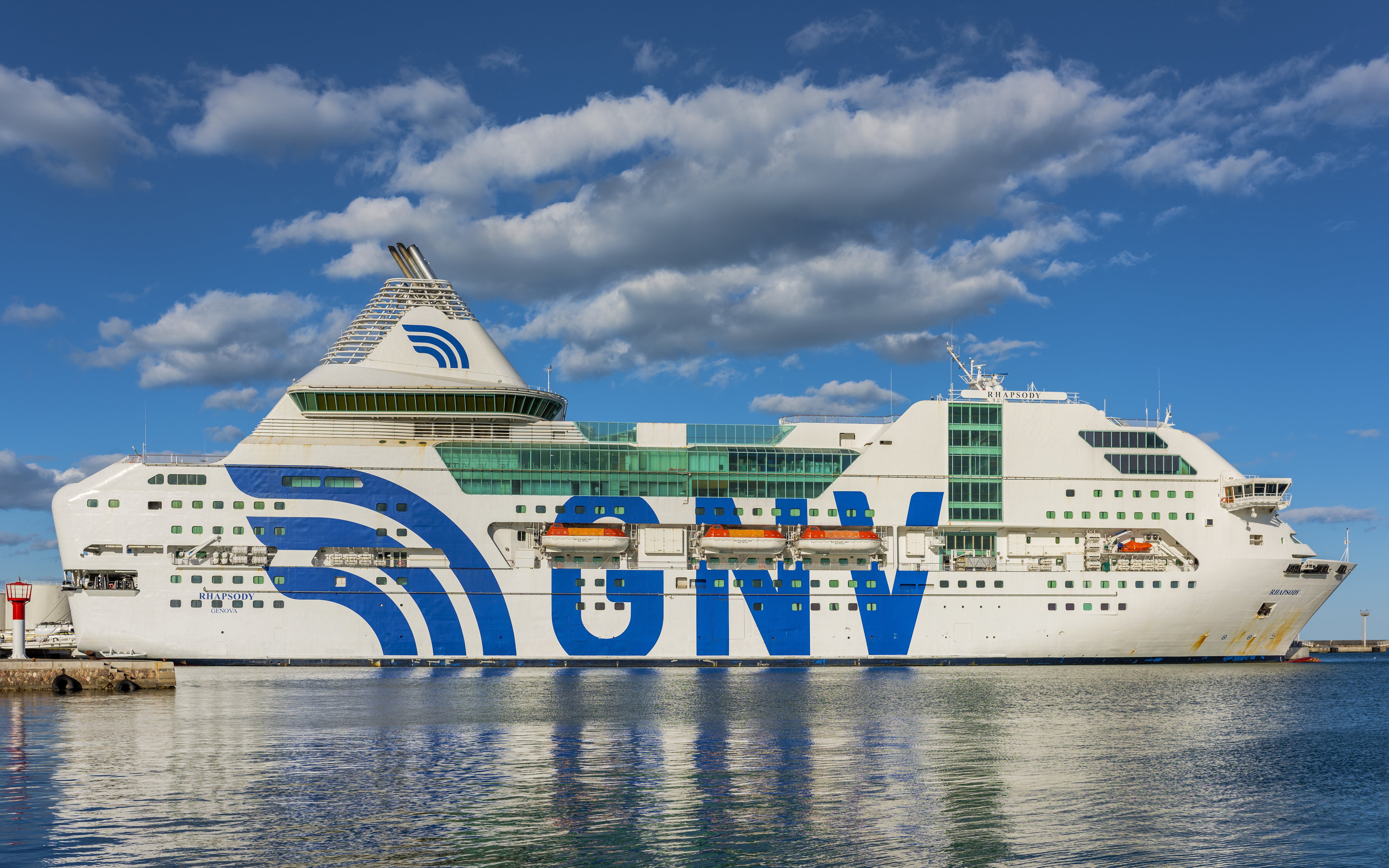
De Rhapsody ligt aangemeerd.